# Bette Korber

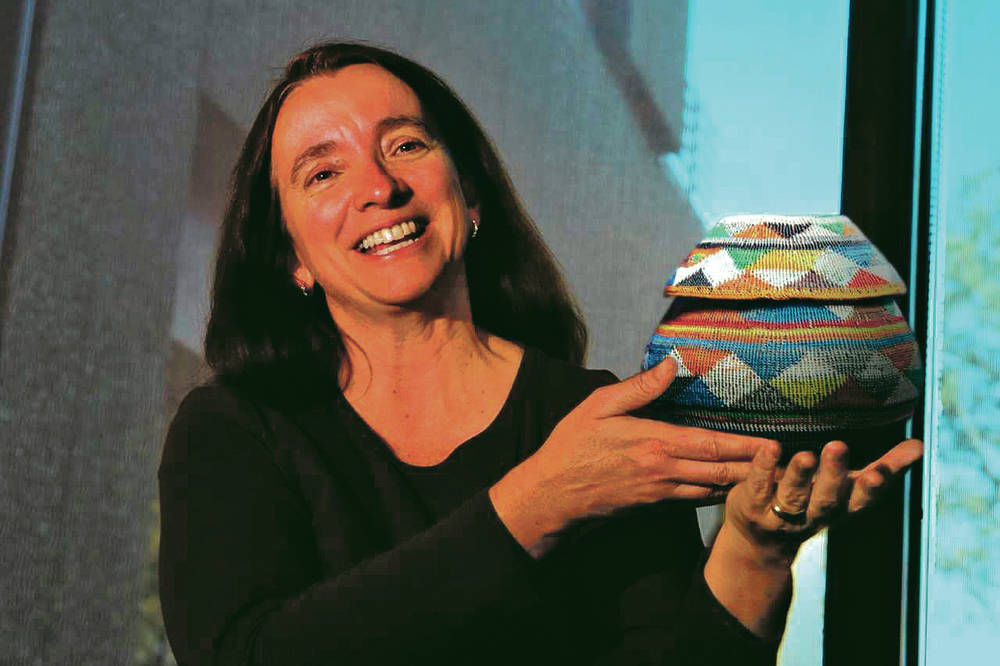
Bette Korber mit Zulu-Korb, der von Frauen im Waisenhaus für AIDS-Waisen im afrikanischen KwaZulu-Natal überreicht und hergestellt wurde, das sie mitbegründet hat. (Los Alamos National Laboratory)

Bette T. Korber (* 20. Jahrhundert) ist eine US-amerikanische Bioinformatikerin und Immunologin. Sie gründete am Los Alamos National Laboratory  (LANL) die erste immunologische Datenbank, die sogenannte HIV Molecular Immunology Database. Sie trug zum Verständnis der frühen Geschichte von HIV in Afrika bei und leistete Pionierarbeit bei der Entwicklung computergestützter Impfstoffe, die in Tiermodellen Schutz vor HIV, Influenza und Filoviren bieten.

## Leben und Werk
Korber ist die Tochter eines Soziologieprofessors an der Long Beach State University und einer Krankenpflegerin. Sie schloss 1981 ihr Studium der Chemie mit einem Bachelor an der California State University, Long Beach (CSULB) ab und promovierte 1988 in Chemie am Cal Tech. Anschließend forschte sie als Postdoc an der Harvard University und forschte im HIV-Bereich. 1990 kam sie an das LANL, wo sie zur Analyse der Evolutionsgeschichte des AIDS-Virus und der Entwicklung eines HIV-Impfstoffs forschte.
Korber ist außerdem Singer-Songwriterin, und ihr Song Veneration gewann 2022 einen New Mexico Music Award.

## Forschung
Korber hat in der Bioinformatik, der Virusevolution, der Impfstoffentwicklung und der genomischen Überwachung von SARS-CoV-2 neue Wege beschritten. Sie entdeckte, dass das Humane Immundefizienz-Virus bereits um 1930 existierte. Ihre Arbeit zur Analyse der Evolutionsgeschichte des Virus erfolgte an einem Computer im LANL.

### HIV Molecular Immunology Database
Korber zog zusammen mit ihrem Ehemann James Theiler nach New Mexiko und nahm Kontakt zu Gerry Myers auf, der 1986 die HIV-Datenbank des LANL gegründet hatte. Er gründete die HIV-Datenbank mit dem Ziel, HIV-Genmaterial zu sammeln, zu kuratieren und zu kommentieren. Anschließend sollten die Daten Wissenschaftlern in einer Open-Access-Umgebung zur Verfügung gestellt werden, um die Zusammenarbeit innerhalb des Fachgebiets zu fördern. Die ursprünglichen Daten stammten aus einem früheren Projekt des LANL GenBank, einer öffentlichen Datenbank aus dem Jahr 1982, die Laborproben bereits sequenzierter Organismen speicherte.
Kurz nachdem Korber ihre Zusammenarbeit mit Myers aufgenommen hatte, gründete sie die Schwesterdatenbank HIV Molecular Immunology Database, die erste immunologische Datenbank. Die beiden Datenbanken wurden anschließend miteinander verknüpft, wodurch die Forscher die Beziehung zwischen einer Immunreaktion und den HIV-Sequenzen untersuchen konnten. Durch die Datenbank erkannte Korber Anfang der 2000er Jahre erstmals das Potenzial eines Mosaik-Impfstoffdesigns. Typischerweise sind Impfstoffe darauf ausgelegt, eine Immunreaktion mithilfe eines gezielten Antigens oder Virus auszulösen. Da HIV jedoch von Mensch zu Mensch sehr unterschiedlich ist, muss die durch den Impfstoff ausgelöste Immunreaktion mit vielen verschiedenen Viren interagieren können.
Korber und ihr Team arbeiteten an der Entwicklung einer Datenbank zur Identifizierung von Epitopen und zur Bewertung der Wirksamkeit jedes Epitops. Dabei entdeckte Korber, dass HIV eine Vielzahl von Epitopen enthält, eine Erkenntnis, die direkt zur Entwicklung des Mosaikimpfstoffs führte. Korber und ihr Team untersuchten Virussequenzen aus aller Welt und ermittelten mithilfe von Computeroptimierungen, welche wenigen Sequenzen eine optimale Abdeckung aller HIV-Viren weltweit bieten würden. Anschließend erstellte der Computer synthetische Antigene, die diesen Sequenzen ähneln. Es wurden zwei computergestützte Stämme entwickelt, die sich gegenseitig ergänzen, um mit nur wenigen Stämmen die bestmögliche Abdeckung zu erreichen. Da bei diesem Ansatz im Gegensatz zur typischen Impfstoffentwicklung keine natürlichen Proteine zum Einsatz kamen, wurden ihr mehrere der ersten Förderanträge verweigert. Mit Hilfe eines internen LANL-Stipendiums konnte sie die Finanzierung für die rechnergestützte Unterstützung sichern, die sie zur Erstellung des Mosaiks benötigte. Anschließend unterstützten sie Barton Haynes von der Duke University und Dan Barouch von der Harvard University. Mit ihnen entwickelte Korber das Design des Mosaiks mithilfe von Computertechniken, während Haynes und Barouch die synthetischen Antigene in ihren Laboren bauten und an Kleintieren testeten. Sie rekrutierte außerdem Computerexperten, darunter den ehemaligen LANL-Wissenschaftler Simon Perkins, der einen Großteil der Mosaikcodes für den Impfstoff schrieb. Auch Korbers Ehemann Theiler arbeitete mit ihr an dem Projekt zusammen. Das Team veröffentlichte 2007 sein erstes Papier zu diesem Konzept.
Barouch entwickelte einen Impfstoff, der einen Stamm eines Erkältungsvirus verwendete, der so verändert war, dass er keine Krankheit verursachte und die von Korber computergestützt entwickelten Mosaikantigene freisetzte. Der Impfstoff wurde zunächst an Affen getestet und zeigte dort vielversprechende Ergebnisse. Präklinische Studien mit dem Mosaik-basierten Impfschema bestätigten dies und zeigten, dass es Affen wirksam vor einer Infektion mit einem HIV-ähnlichen Virus schützte. Zwei klinische Studien am Menschen im Frühstadium deuteten darauf hin, dass diese Impfstoffe gut verträglich sind und bei gesunden erwachsenen Probanden eine Immunreaktion gegen HIV auslösen können.
Aus diesem Grund starteten die National Institutes of Health (NIH) im November 2017 eine große klinische Studie, um festzustellen, ob das Mosaik-HIV-Impfschema sicher ist und eine HIV-Infektion beim Menschen verhindern kann. An der neuen Proof-of-Concept-Studie der Phase IIb namens Imbokodo nahmen 2.600 HIV-negative Frauen in Afrika südlich der Sahara teil. Die ersten Imbokodo-Teilnehmerinnen wurden an klinischen Forschungsstandorten in Südafrika geimpft, gefolgt von Teilnehmerinnen in Malawi, Mosambik, Sambia und Simbabwe. Die Teilnehmerinnen wurden mindestens zwei Jahre lang beobachtet.
Korber fungierte danach sowohl für Barouch als auch für Janseen als Beraterin für das Projekt.

### Optimierung von HIV-Impfstoffen
Korber arbeitete weiterhin hauptsächlich an der Optimierung von HIV-Impfstoffen und konzentrierte sich dabei auf Ansätze, die sowohl mit dem Mosaikkonzept in Zusammenhang stehen als auch nicht. Mit Kollegen in Oxford arbeitet sie an einem Mosaikimpfstoff, der sich ausschließlich auf konservierte Regionen konzentriert. Sie veröffentlichte Artikel über einen Algorithmus der zweiten Generation, den sie gemeinsam mit ihrem Mann entwickelt hat, den sogenannten Epigraphen. Dabei handelt es sich um einen effizienten, graphenbasierten Algorithmus zur Entwicklung von Impfstoffantigenen, um die potenzielle Epitopabdeckung zu optimieren. Epigraph-Impfstoffantigene ähneln funktionell Mosaikimpfstoffen. Im Gegensatz zum Mosaikalgorithmus ist der Epigraph-Code jedoch viel schneller und bietet in einigen Fällen eine mathematisch optimale Lösung.

### Forschung zu SARS-CoV-2
Korber verschob ihren Ruhestand im Jahr 2020, um SARS-CoV-2 zu erforschen. Sie zeigte bald, dass sich das Virus rasch weiterentwickelte und immer ansteckender wurde. Sie leitet die COVID-19 Viral Genome Analysis Pipeline, die Analysen und Tools zur Erforschung der sich anhäufenden Mutationen von hCoV-19 (SARS-CoV-2) in geografischer und zeitlicher Hinsicht bereitstellt, mit Schwerpunkt auf dem Spike-Protein.
Am 6. August 2025 betrug ihr h-Index bei Google Scholar 142.

## Auszeichnungen und Ehrungen (Auswahl)
- 1997 erhielt sie den von Hillary Clinton verliehenen Titel Elizabeth Glaser Scientist
- 2004: Ernest-Orlando-Lawrence-Preis[12][13][14]
- 2009: Eine von 20 Frauen, die in New Mexico etwas bewegt haben
- 2014: Thomson Reuters-Liste: Die einflussreichsten wissenschaftlichen Köpfe der Welt im Bereich Mikrobiologie
- 2017: Auszeichnung des Energieministers für die Arbeit in der Ebola Task Force
- Richard P. Feynman Innovation Prize
- Los Alamos Medal des Los Alamos National Laboratory[15]
- 2018: Scientist of the Year Award, R&D Magazine[16]
- 2022: Caltech Distinguished Alumni Award[17]
- 2022: Aufnahme von Research.com in die Rangliste der Besten Wissenschaftlerinnen der Welt 2022[18]
- 2022: New Mexico Music Award
- 2022: Distinguished Alumni Award, Cal Tech
- 2023: United States Leader Award, Research.com

## Veröffentlichungen (Auswahl)
- mit Xiaojun Li, Elena E. Giorgi, Manukumar Honnayakanahalli Marichannegowda, Brian Foley, Chuan Xiao, Xiang-Peng Kong, Yue Chen, S. Gnanakaran, Feng Gao: Emergence of SARS-CoV-2 through recombination and strong purifying selection. In: AAAS: Science Advances, Band 6, Nr. 27, 1. Juli 2020, eabb9153. doi:10.1126/sciadv.abb9153
- mit M. Muldoon, J. Theiler, F. Gao, R. Gupta, A. Lapedes, B. H. Hahn, S. Wolinsky, T. BhattacharyaAu: Timing the Ancestor of the HIV-1 Pandemic Strains. Science, Vol. 288, No. 5472, 2000, S. 1789–1796. doi:10.1126/science.288.5472.1789